# 思わせぶり
「思わせぶり」（英語: It's only make believe ）は、1958年に全米チャート第1位を獲得したコンウェイ・トゥイッティの作品。1950年代後半ロックンローラーと活躍していた彼の唯一の全米第1位を記録した作品。1970年にはグレン・キャンベルがリバイバル・ヒットさせた。

## 解説
「思わせぶり」はコンウェイ・トゥイッティがジャック・ナンスと共作した作品で,1950年代後半ロックン・ローラーとして活躍していたコンウェイの起死回生の大ヒットで他には「ダニー・ボーイ」（1959）「ロンリー・ブルー・ボーイ」（1960）などがトップ10にはいった。
1962年まではヒットが続いたが,1965年からデッカに移籍しカントリー・シンガーとして再出発した。1957-1975年の間に25曲のヒットをだしたが日本ではほとんどしられていない。<カントリーチャートでは1966-1981年の間に97曲ものヒットをだした。
「思わせぶり」は日本ではグレン・キャンベルの1970年のリバイバル・ヒットのほうが知られている。イージー・リスニング・チャートでは1970年に第2位,全米10位を記録した。

## カバー
- ホリーズ（1963年）
- グレン・キャンベル（1970年）
- リン・アンダーソン（1970年）
- コンウェイ・トウィテイ・アンド・ロレッタ・リン (1971年）
- ロバート・ゴードン（1979年）